# Perkele (Band)
Perkele ist eine Punk- und Heavy-Metal-Band aus Göteborg, die sich 1993 dort gründete. Perkele ist ein in wenig gehobenen Kreisen gebräuchlicher finnischer Fluch (wörtlich „Teufel“, sinngemäß etwa „verdammt“).

## Bandgeschichte
Gegründet wurde Perkele 1993 in einem Keller in der schwedischen Stadt Göteborg. Die Band nahm ihr erstes Demotape Nu får det vara nog Anfang 1994 und das zweite – Det växande hatet – gegen Ende 1994 auf. Nach vielen Konzerten waren Perkele bereits eine stadtbekannte Punk-Band, die schnellen Punk mit schwedischen Volksmusikeinflüssen spielte. Nachdem Anders 1995 das Interesse an Perkele verloren hatte, machte die dreiköpfige Band weiter und schrieb neue Lieder für ihr Demotape Aktion, welches 1995 aufgenommen und veröffentlicht wurde. Landesweite Konzerte erhöhten die Bekanntheit der Band in Schweden, aber bald verließ auch Olof die Band. Ersatz wurde in einem alten Freund von Ron gefunden.
Ron und Chris spielten vor Perkele gemeinsam mit Olaf und Anders in einer Band, die sich Aids nannte. Chris trat der Band 1997 bei und Perkele machten sich an die Planung einer CD. Seit den Arbeiten an Aktion hatten sich mehr und mehr Oi!- und Skaelemente in ihren Sound gemischt. Die auf 540 Stück limitierte CD Från flykt till kamp erschien 1998 auf Rons eigenem Label und ist heutzutage eine gefragte Rarität, von der selbst die Band kaum noch Kopien besitzt.
Der Vertrieb der Platte gestaltete sich erst jedoch schwierig und Perkele konnten nur einige CDs bei ihren Konzerten und durch Freunde in ihrer Heimatstadt verkaufen. Einige Kopien erreichten jedoch auch Frankreich und Deutschland und brachten der Band nun auch Verbindungen außerhalb Schwedens.
Nun begann Ron wieder damit Lieder zu schreiben, diesmal jedoch auf Englisch. Außerdem entwickelte sich der Stil immer mehr in die Oi!-Richtung. Das erste englische Lied war Working Class gefolgt von Raise your Voice. Perkele nahm einige der Lieder auf und schickte sie an verschiedene Labels. Bald darauf erhielt die Band eine E-Mail von Bronco Bullfrog Records aus Spanien. Die Band nahm im Studio die restlichen englischsprachigen Songs auf und veröffentlichte 2001 das Album Voice Of Anger. Durch diese Veröffentlichung wurde Perkele auch außerhalb von Schweden bekannt und hatten bald darauf in Dänemark ihr erstes Konzert im Ausland. Im Rahmen des Versuchs, die Band auf eine Vier-Mann-Band zu erweitern, wurde der Bassspieler Richard in die Band aufgenommen, sodass Chris sich erfolgreich als Gitarrist versuchte.
Wieder gingen Perkele ins Studio, diesmal um das Album No Shame aufzunehmen. Der Einfluss auf die Lieder kam von den Rolling Stones, den alten Status Quo, AC/DC, Iron Maiden, Helloween American Oi! '77 Punk und vor allem dem alten britischen Oi! wie von The Last Resort, Crux und Criminal Class. Das Album wurde 2002 von Blind Beggar Records veröffentlicht. Kurz vor der Veröffentlichung verließ Richard jedoch wieder die Band um sich privaten Problemen zuzuwenden.
Perkele wurden wieder zu einem Trio und Chris wieder zum Bassisten der Band. Durch den Erfolg des Albums No Shame erhielt Perkele die Möglichkeit, durch Deutschland, Frankreich, Irland, Norwegen, Belgien und Prag zu touren. Die Fangemeinde wuchs immer mehr und die Unterstützung stieg von Konzert zu Konzert.
2003 wurde die EP Göteborg und drei neue Lieder (Göteborg, Du fattar ingenting und Sanningen) aufgenommen. Bald darauf wurden Studio und Proberaum in das Perkel Hauptquartier verlegt. Dort entstanden viele Lieder die auf dem Album Stories from the past von 2004 veröffentlicht wurden. Während der Aufnahmen starb ein guter Freund von Ron, was den Sound des Albums stark beeinflusste.
Perkele erhielt immer mehr Anfragen für Konzerte und Interviews aus der ganzen Welt und bald wurden Kontakte zu Bandworm Records geknüpft. Das Label übernahm den Merchandise. Da Blind Beggar Records mit der Zeit immer größer und auch älter wurde verkauften sie einen Teil der Rechte an andere Labels, u. a. an Bandworm Records.
Für das neue Album wurde auch ein neues Studio gebucht und Confront wurde aufgenommen. Das Album war voller neuer Einflüsse wie etwa finnischer Tango. Confront wurde 2005 veröffentlicht und die Rezensionen waren weltweit sehr positiv.
Nach der Veröffentlichung boten sich Konzerte in Athen, Valencia, Magdeburg, Hildesheim, Prag und vielen anderen Orten an. Perkele spielen jedoch nur wenige Konzerte im Jahr und die Veranstaltungen sind stets ausverkauft.
Im Jahr 2006 erschien die DVD Sound of the streets. Die DVD wurde beim Subculture Festival 2006 in Prag aufgenommen und umfasst 15 Lieder bei einer Laufzeit von 61 Minuten.
Nach nur zwei Auftritten in Deutschland beim Endless Summer Open Air und Spirit Festival 2008 erschien ihr erstes Live-Album Songs for you im Oktober 2008 auf Bandworm Records, welches 2007 in Magdeburg in der Sackfabrik aufgenommen wurde.
Im Dezember 2008 erschien das Minialbum Längtan mit drei in Finnisch und vier in Schwedisch gesungenen Songs, was bis dato ein Novum für Perkele darstellte.
Im August 2020 trennten sich die Wege von Perkele und Schlagzeuger John Sandberg. Kurz darauf wurde Jouni Haapala als neuer Schlagzeuger vorgestellt.

## Bandmitglieder

Perkele, live auf dem With Full Force 2018
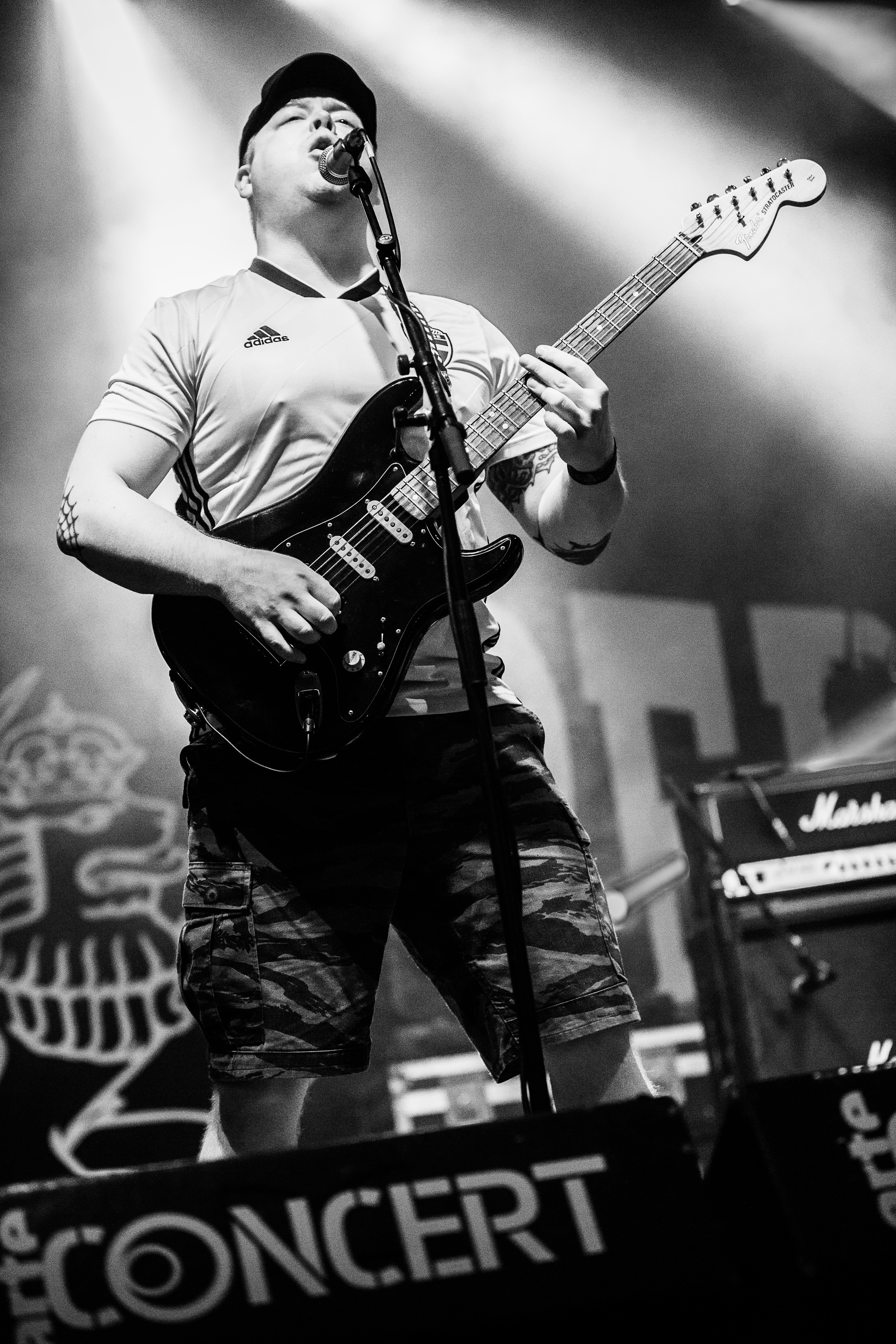
Sänger und Gitarrist Ron Halinoja
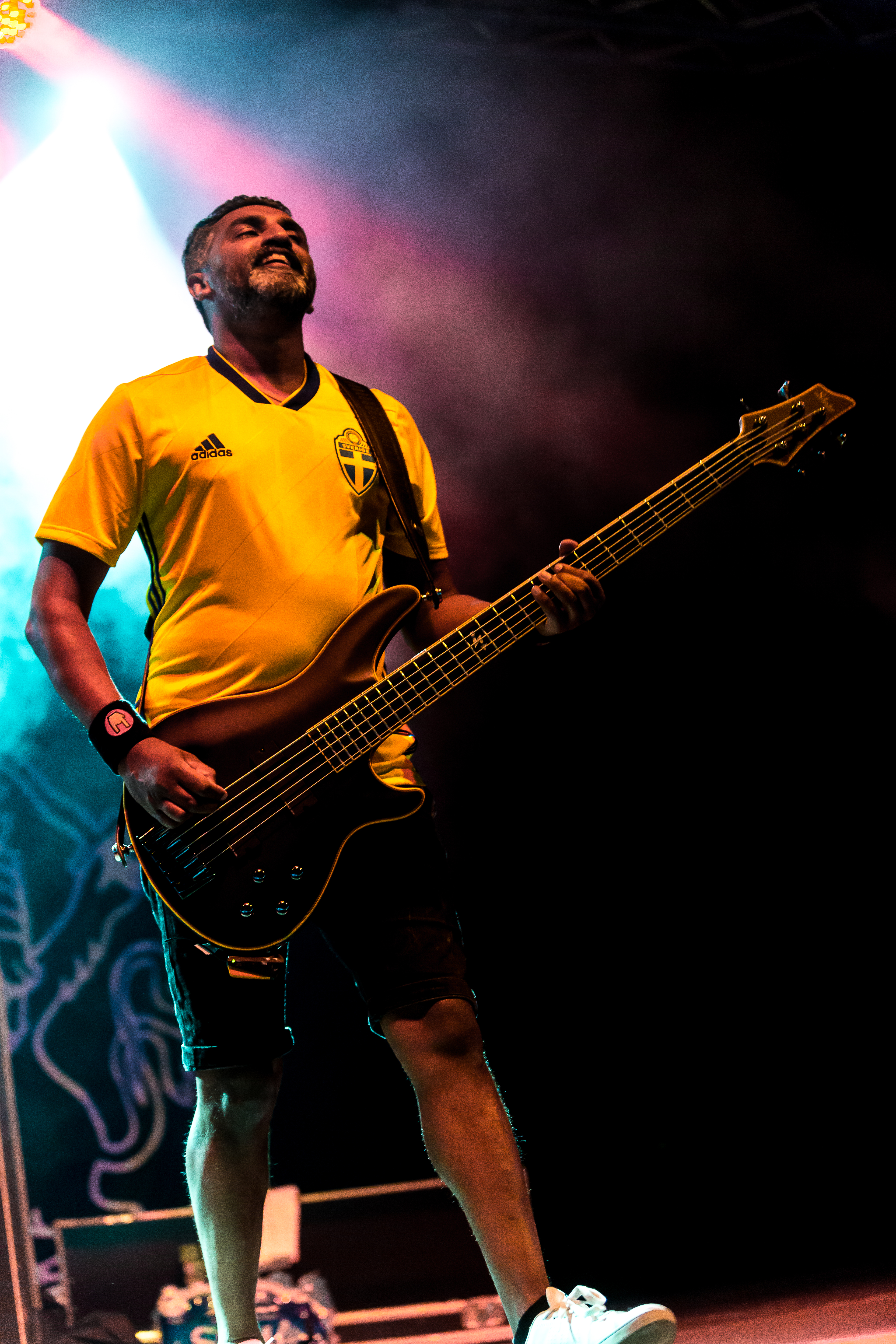
Bassist Christopher Anthony
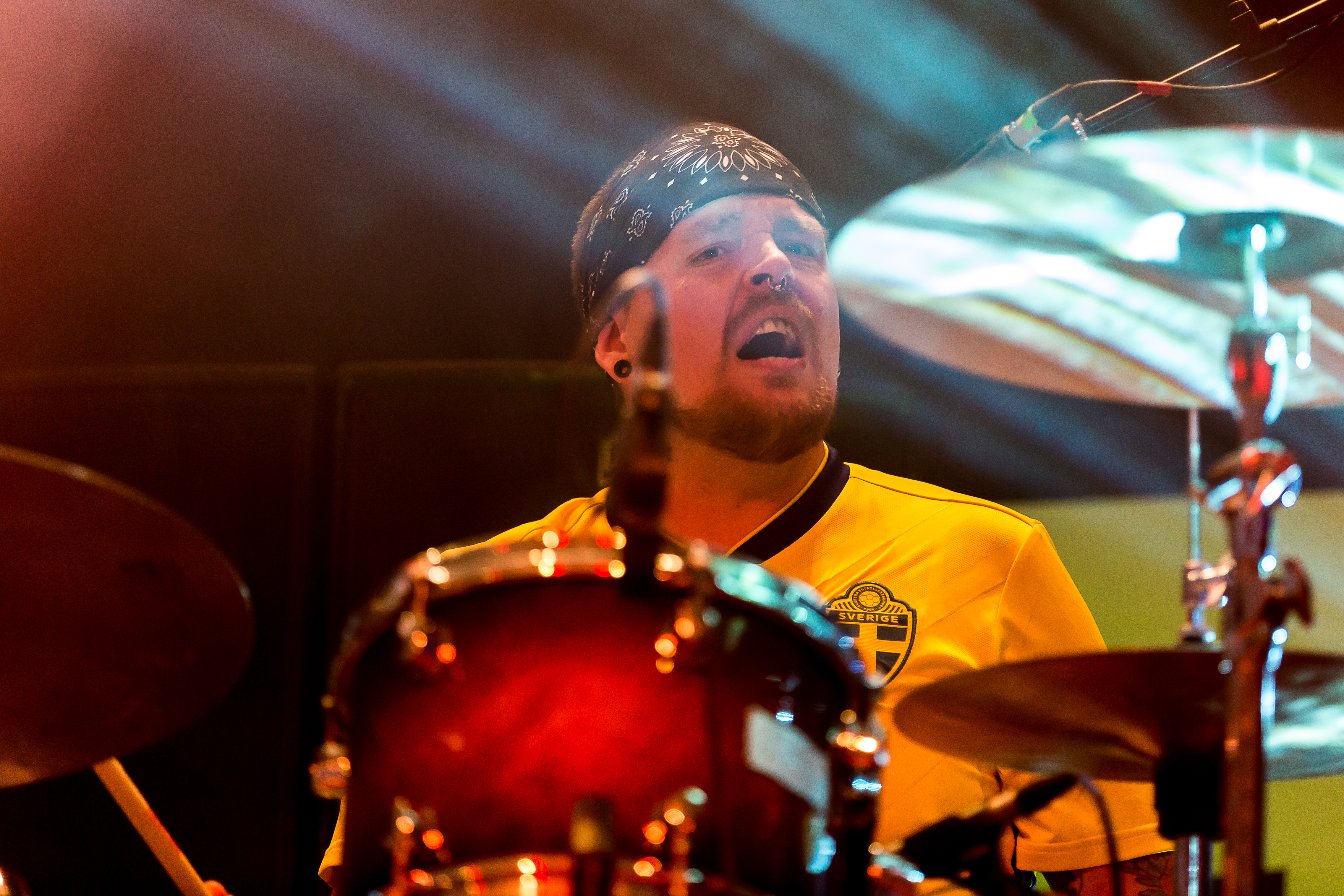
Schlagzeuger John Sandberg

## Diskografie
Studioalben:
- 1998: Från flykt till kamp (Bootboy Records)
- 2000: Working Class (Way of Life Records)
- 2001: Voice of Anger (Bronco Bullfrog Records)
- 2002: No Shame (Blind Beggar Records)
- 2004: Stories from the Past (Blind Beggar Records)
- 2005: Confront (Bandworm Records)
- 2008: Längtan (Bandworm Records)
- 2010: Forever (Bandworm Records)
- 2013: A Way Out (Spirit of the Streets Records)
- 2016: Best from the Past (Spirit of the Streets Records)
- 2019: Leaders of Tomorrow (Spirit of the Streets Records)
- 2023: Back in Time (Spirit of the Streets Records)

Livealben
- 2008: Songs for You: Live in Magdeburg (Bandworm Records)

EPs
- 2003: Göteborg EP (Blind Beggar Records)
- 2010: Punkrock Army EP (Oi! the Boat)
- 2023: Back in Time (Spirit of the Streets Records)

Demos
- 1994: Nu får det vara nog (Demotape)
- 1994: Det växande hatet (Demotape)
- 1995: Aktion (Demotape)

Kompilationsbeiträge
- 2000: Sonidos de la Calle (Bronco Bullfrog Records)
- 2001: Brewed in Sweden (Blind Beggar Records)

Videoalben
- 2006: Sound of the Streets (Bandworm Records/Tiger Records)
- 2012: Live and Loud (Bandworm Records)[2]